# Paul Guillaume Farges
Paul Guillaume Farges (ur. w 1844 w Monclar-de-Quercy, zm. w 1912 w Chongqing w Chinach) – francuski misjonarz, kapłan katolicki, naturalista i botanik.

## Życiorys
O. Farges został wysłany do Chin w 1867. Pozostawał na terenie północno-wschodniego Syczuanu do 1903. Przez wiele lat interesował się florą i fauną Chin. W 1892 rozpoczął kolekcjonowanie zielnika. Zanim przeniósł się do Chongqing, zebrał 4000 okazów. W 1897 wysłał do Francji nasiona 37 drzew, które w jego opinii należały do rzadkich. Farges zmarł w Chongqing w 1912.

## Wkład w taksonomię
Zakonnik odkrył setki gatunków, wiele z nich do dzisiaj nie jest hodowanych w ogrodach. Wiele gatunków zostało również nazwanych jego imieniem:
- Abelia fargesii
- Abies fargesii
- Aralia fargesii
- Arisaema fargesii
- Bashania fargesii
- Betula fargesii
- Calanthe fargesii
- Carpinus fargesii
- Catalpa fargesii
- Clematis fargesii
- Clethra fargesii
- Corylus fargesii
- Cypripedium fargesii
- Decaisnea fargesii
- Epigeneium fargesii
- Geranium fargesii
- Habenaria fargesii
- Heracleum fargesii
- Ilex fargesii
- Lilium fargesii
- Lonicera fargesii
- Paris fargesii
- Paulownia fargesii
- Rhododendron fargesii
- Scrophularia fargesii
- Torreya fargesii
- Veronica fargesii
- Viscum fargesii